# Jürgen Fritz (Politiker)
Karl Jürgen Fritz (* 18. März 1949 in Uhingen) ist ein ehemaliger deutscher Politiker (CDU).
Fritz wuchs in seiner Geburtsstadt Uhingen auf und ging in Göppingen zur Schule. Er wurde 1979 an der Eberhard Karls Universität Tübingen zum Doktor der Rechte promoviert. Ab dem 20. September 2000 war er als Nachfolger von Helmut Xander Vorsitzender des Verbands Region Stuttgart. 2004 wurde er in diesem Amt wiedergewählt. Bei seiner Wiederwahl stimmten nur zwei Mitglieder der Regionalversammlung gegen ihn; bei seiner ersten Wahl gab es noch 29 Gegenstimmen. Zum Jahresende 2006 legte er das Amt nieder. Ihm folgte Thomas Bopp nach. Fritz ist als Rechtsanwalt in Uhingen tätig.

## Werke
- Haftungsfreizeichnung des Bauträgers von der Sachmängelgewährleistungsverpflichtung durch Abtretung von Gewährleistungsansprüchen unter besonderer Berücksichtigung des AGB-Gesetzes, Tübingen, 1979.